# 耳後動脈
耳后动脉是从外颈动脉发出的一条动脉分支。耳后动脉沿着头部的侧面上升，并为颈部的多个肌肉和头部的多个结构提供血液供应。

## 结构

### 起源
耳后动脉起源于外颈动脉的后部，其起始位置一般位于二腹肌和茎突舌骨肌的上方， 并且与茎突的顶点相对。

### 流向
耳后动脉在腮腺和颞骨茎突下方向上穿过，并在接下来沿着耳廓软骨和乳突之间的凹槽行进。随后，耳后动脉会分为耳支和枕支两个分支。 

### 分支与血液供应
耳后动脉发出分支为二腹肌、茎舌骨肌、胸锁乳突肌和腮腺提供血液供应。 
在颈部，耳后动脉会发出一条胸鎖乳突動脈，进入茎乳孔，为面神经（CN VII） 、鼓室、乳突窦的乳突气室和半规管提供动脉血液供应。 
耳后动脉还会向耳廓发出小分支，并将血液供应到耳廓后面的头皮。在某些情况下，一个人可以通过这条动脉“听到”自己的心率。